# 2005 a filmművészetben

## Események
| Hónap     | Nap | Esemény |
| --------- | --- | --- |
| január    | 6.  | A Directors Guild of America az alábbi rendezőket jelöli Directors Guild díjra: Martin Scorsese (Aviátor), Marc Forster (Én, Pán Péter), Taylor Hackford (Ray), Clint Eastwood (Millió dolláros bébi) és Alexander Payne (Kerülőutak). |
| január    | 8.  | A Nemzetközi Filmkritikusok Szövetségének díjait kapják: Millió dolláros bébi (film), Zhang Yimou (rendező: Repülő tőrök klánja), Imelda Staunton és Hilary Swank (legjobb színésznő), Jamie Foxx (színész), Thomas Haden Church (mellékszereplő színész) és Virginia Madsen (mellékszereplő színésznő).                                          |
| január    | 9.  | A People's Choice Awards díjait kapják: Fahrenheit 9/11 (kedvenc film), A passió kedvenc dráma, és Shrek 2 (kedvenc vígjáték, rajzfilm és rajzfilmhang: Eddie Murphy mint „Szamár”, és filmes cselszövő: Jennifer Saunders mint „Tündérkeresztanya”).                                                                                             |
| január    | 16. | Golden Globe-díj: három díjat nyer az Aviátor (legjobb drámafilm, színész és zene), két díjat kap a Kerülőutak (vígjátékfilm és forgatókönyv), két díjat a Millió dolláros bébi (rendező és színésznő), és két díjat a Közelebb (mellékszereplő színész és színésznő Clive Owen és Natalie Portman).                                              |
| január    | 22. | A Producers Guild of America az Aviátort választja a legjobb filmnek 2004-ben. |
| január    | 24. | A legrosszabb filmeknek járó Arany Málna díjat 2004-ben A Macskanő kapta 7 jelöléssel, a Nagy Sándor, a hódító, a Fahrenheit 9/11 és a Feketék fehéren 5-5 jelölést kapott, a Superbabies: Baby Geniuses 2 című film pedig 4-et. |
| január    | 25. | A legjobb filmnek járó Oscar-díjra 2004-ben az Aviátort jelölik 11 kategóriában, valamint a Millió dolláros bébit és az Én, Pán Pétert 7 díjra jelölik, Ray 6 nevezést kap, és a Kerülőutak ötöt. |
| február   | 2.  | Pierce Brosnan hivatalosan bejelenti, hogy a következő James Bond filmben nem ő lesz a 007-es ügynök. |
| február   | 12. | A BAFTA-díjkiosztón a fődíjak nyertesei: Imelda Staunton (legjobb színésznő), Jamie Foxx (legjobb színész) és az Aviátor a legjobb film kategóriájában. |
| február   | 26. | A 30. César-gálán a legsikeresebb francia filmek a Hosszú jegyesség (5 César), A csel (4 César) és a Kóristák (2 César) voltak. Az Európai Unió legjobb filmje díjat megosztva kapta Ken Loach Még egy csók, illetve Emir Kusturica Az élet egy csoda című filmje.                                                                                |
| február   | 26. | A 25. Arany Málna díjkiosztón A Macskanő és a Fahrenheit 9/11 tarolnak, 4-4 díjjal. Négy különdíjat adnak ki az Arany Málna 25. évfordulójára emlékezve. Arnold Schwarzeneggert nevezték meg az előző 25 év legnagyobb vesztesének, a Háború a Földön, a Gengszter románc, és a Strandszerelem gyűjtötte be a legrosszabb filmeknek járó díjakat. |
| február   | 29. | 77. Oscar-gála: a Millió dolláros bébi győz: legjobb film és legjobb rendezés. További díjazottak: - Férfi főszereplő: Jamie Foxx – Ray - Női főszereplő: Hilary Swank – Millió dolláros bébi - Férfi mellékszereplő: Morgan Freeman – Millió dolláros bébi - Női mellékszereplő: Cate Blanchett – Aviátor.                                       |
| május     | 20. | A Csillagok háborúja III: A Sith-ek bosszúja rekordbevételt ér el a nyitónapon, amerikai dollárban nézve 50 milliót, 9400 vetítéssel 3661 moziban az USA-ban, második helyre taszítva a Pókember 2-t, ami az első napján 40,4 millió dollárral büszkélkedhetett.                                                                                  |
| május     | 22. | Az Arany Pálma-díjat az 58. cannes-i fesztiválon a A gyermek című film nyeri, melyet Jean-Pierre és Luc Dardenne rendezett. A zsűri nagydíját a Hervadó virágok nyeri Jim Jarmusch rendezésében, a legjobb rendező Michael Haneke lesz Rejtély című filmjével.                                                                                    |
| június    | 21. | Az Amerikai Filmintézet megtartotta a film 100 éve alatt elhangzott 100 legjobb filmmondatának a szavazását. A legtöbb jelölést a „Frankly, my dear, I don’t give a damn” (Őszintén, drágám, fütyülök az egészre) mondat kapta a Elfújta a szél című filmből.                                                                                     |
| augusztus | 11. | Roger Ebert kiadja az általa legjobban utált filmek listáját, az általa 1960 óta írt filmkritikákból szemezgetve. A lista 2005-ből olyan filmeket tartalmaz, mint a Constantine, a démonvadász, a Tök alsó: Európai turné vagy a Szerelem sokadik látásra.                                                                                        |
| október   | 14. | Bejelentik, hogy Daniel Craig lesz a titkosügynök az új James Bond filmben. |
| december  | 10. | A Los Angeles Film Critics Association kiadja 2005 legjobb filmjeinek járó elismeréseit. A Túl a barátságon nyerte a legjobb film és a legjobb rendezés (Ang Lee) díját. A Capote-vel Philip Seymour Hoffman nyerte a legjobb színész díját. A legjobb színésznő díját Vera Farmiga nyerte el a Csontodiglan című filmért.                        |
| december  | 11. | A Boston Society of Film Critics kiadja 2005 legjobb filmjeinek járó elismeréseit. A Túl a barátságon nyerte a legjobb film és a legjobb rendezés (Ang Lee) díját. A Capote-vel Philip Seymour Hoffman nyerte a legjobb színész díját. A legjobb színésznő díját Reese Witherspoon nyerte el A nyughatatlan c. filmért.                           |
| december  | 11. | Az American Film Institute kiválasztja 2005 tíz legkiemelkedőbb filmjét, amelyek a következők voltak: Túl a barátságon, Capote, Ütközések, A 40 éves szűz, Jó estét, jó szerencsét!, Erőszakos múlt, King Kong, München, A tintahal és a bálna, és a Sziriána.                                                                                    |
| december  | 12. | A New York Film Critics Circle kiadja 2005 legjobb filmjeinek járó elismeréseit. A Túl a barátságon nyerte a legjobb film és a legjobb rendezés (Ang Lee) díját, valamint a legjobb színésznek járó elismerést (Heath Ledger). A legjobb színésznő díját Reese Witherspoon nyerte el A nyughatatlan című filmért.                                 |
| december  | 13. | A Hollywood Foreign Press Association jelölései a Golden Globe-díjakra: Túl a barátságon, Az elszánt diplomata, Jó estét, jó szerencsét!, Erőszakos múlt, és Match Point a legjobb drámai film kategóriában. |

## Sikerfilmek
| #  | cím                                                           | stúdió     | összbevétel  | észak-amerikai bevétel | magyarországi bevétel | gyártási költség |
| -- | ------------------------------------------------------------- | ---------- | ------------ | ---------------------- | --------------------- | ---------------- |
| 1  | Harry Potter és a Tűz Serlege                                 | Warner     | $896 016 159 | $290 013 036           | Ft542 634 096         | $150 000         |
| 2  | Star Wars III. rész – A Sith-ek bosszúja                      | Fox        | $849 997 605 | $380 270 577           | Ft614 062 194         | $113 000         |
| 3  | Narnia krónikái: Az oroszlán, a boszorkány és a ruhásszekrény | Disney     | $744 783 957 | $291 710 957           | Ft343 229 679         | $180 000         |
| 4  | Világok harca                                                 | Paramount  | $591 745 540 | $234 280 354           | Ft300 019 118         | $132 000         |
| 5  | King Kong                                                     | Universal  | $550 517 357 | $218 080 025           | Ft119 104 903         | $207 000         |
| 6  | Madagaszkár                                                   | DreamWorks | $532 680 671 | $193 595 521           | Ft403 961 941         | $75 000          |
| 7  | Mr. és Mrs. Smith                                             | Fox        | $478 207 520 | $186 336 279           | Ft272 177 884         | $110 000         |
| 8  | Charlie és a csokigyár                                        | Warner     | $474 968 763 | $206 459 076           | Ft70 907 017          | $150 000         |
| 9  | Batman: Kezdődik!                                             | Warner     | $371 853 783 | $205 343 774           | Ft77 019 749          | $150 000         |
| 10 | A randiguru                                                   | Sony       | $368 100 420 | $179 495 555           | Ft225 644 460         | $70 000          |

## Filmbemutatók

### Magyar filmek
| Cím                            | Rendező                      |
| ------------------------------ | ---------------------------- |
| A 639. baba                    | Dési András és Móray Gábor   |
| Antik                          | Báthory Orsolya              |
| Ballada                        | Iványi Marcel                |
| Before Dawn                    | Kenyeres Bálint              |
| Csak szex és más semmi         | Goda Krisztina               |
| Csöpp szívem                   | Fogarasi Gergely             |
| Csudafilm                      | Ragályi Elemér               |
| Dallas Pashamende              | Robert-Adrian Pejo           |
| Dear Daughter                  | Szirtes András               |
| Egy szoknya, egy nadrág        | Kabay Barna                  |
| Ember a tükörben               | Galambos Attila              |
| Ég veled!                      | Pacskovszy József            |
| Fej vagy írás                  | Lengyel Andor                |
| Fekete kefe                    | Vranik Roland                |
| A fény ösvényei                | Mispál Attila                |
| Friss levegő                   | Kocsis Ági és Andrea Roberti |
| A halál kilovagolt Perzsiából  | Horváth Putyi                |
| Három séta                     | Fésős András                 |
| Az igazi mikulás               | Gárdos Péter                 |
| Johanna                        | Mundruczó Kornél             |
| A kékszakállú herceg vára      | Silló Sándor                 |
| Kész cirkusz                   | Dyga Zsombor                 |
| Kinder Garden                  | Szekeres Csaba               |
| Kulcsár & Haverok              | György Péter                 |
| Le a fejjel!                   | Tímár Péter                  |
| Morfium                        | András Ferenc                |
| Most látszom, most nem látszom | Szász Attila                 |
| Na ez a Lajkó Félix            | Hartyándi Jenő               |
| Palika leviszi a szemetet      | Ujj Mészáros Károly          |
| Páternoszter                   | Béres Dániel                 |
| A porcelánbaba                 | Gárdos Péter                 |
| Résfilm                        | Kardos Sándor                |
| Sértett                        | Spáh Dávid                   |
| Sorstalanság                   | Koltai Lajos                 |
| Szerencsés ember               | Keményffy Tamás              |
| Szőke kóla                     | Barnóczky Ákos               |
| Szupermosás                    | Gergely Zoltán               |
| Trianon                        | Koltay Gábor                 |
| Üvegfal                        | Erdőss Pál                   |
| A vírus                        | Kocsis Ágnes                 |

### Észak-amerikai, országos bemutatók
január – december

| Magyar cím                                                    | Eredeti cím                                                    | Rendező                          | Stúdió / Forgalmazó   | [ 8 ] |
| ------------------------------------------------------------- | -------------------------------------------------------------- | -------------------------------- | --------------------- | ----- |
| Az 1000 halott háza 2. – A sátán bosszúja                     | The Devil's Rejects                                            | Rob Zombie                       | Lionsgate Films       |       |
| A 13-as rendőrőrs                                             | Assault on Precinct 13                                         | Francois Richet                  | Rogue Pictures        |       |
| 40 éves szűz                                                  | The 40 Year-Old Virgin                                         | Judd Apatow                      | Universal Pictures    |       |
| Aeon Flux                                                     | Aeon Flux                                                      | Karyn Kusama                     | Paramount Pictures    |       |
| Az álmodó                                                     | Dreamer: Inspired by a True Story                              | John Gatins                      | DreamWorks Pictures   |       |
| Anyád napja                                                   | Monster-in-Law                                                 | Robert Luketic                   | New Line Cinema       |       |
| Apátlan anyátlanok                                            | The Upside of Anger                                            | Mike Binder                      | New Line Cinema       |       |
| Azt beszélik                                                  | Rumor Has It                                                   | Rob Reiner                       | Warner Bros.          |       |
| A barlang                                                     | The Cave                                                       | Bruce Hunt                       | Sony / Screen Gems    |       |
| Batman: Kezdődik!                                             | Batman Begins                                                  | Christopher Nolan                | Warner Bros.          |       |
| Beépített szépség 2. – Csábítunk és védünk                    | Miss Congeniality 2: Armed and Fabulous                        | John Pasquin                     | Warner Bros.          |       |
| Boogeyman                                                     | Boogeyman                                                      | Stephen T. Kay                   | Sony / Screen Gems    |       |
| Bőrnyakúak                                                    | Jarhead                                                        | Sam Mendes                       | Universal Pictures    |       |
| Bújócska                                                      | Hide and Seek                                                  | John Polson                      | 20th Century Fox      |       |
| Büszkeség és balítélet                                        | Pride and Prejudice                                            | Joe Wright                       | Focus Features        |       |
| Cápasrác és Lávalány kalandjai                                | The Adventures of Shark Boy and Lava Girl in 3-D               | Robert Rodríguez                 | Dimension Films       |       |
| Capote                                                        | Capote                                                         | Bennett Miller                   | Sony Classics         |       |
| Carter edző                                                   | Coach Carter                                                   | Thomas Carter                    | Paramount Pictures    |       |
| Casanova                                                      | Casanova                                                       | Lasse Hallström                  | Buena Vista           |       |
| Charlie és a csokigyár                                        | Charlie and the Chocolate Factory                              | Tim Burton                       | Warner Bros.          |       |
| Constantine, a démonvadász                                    | Constantine                                                    | Francis Lawrence                 | Warner Bros.          |       |
| Cry Wolf – Kiálts farkast!                                    | Cry_Wolf                                                       | Jeff Wadlow                      | Rogue Pictures        |       |
| A csajom apja ideges                                          | Guess Who                                                      | Kevin Rodney Sullivan            | Sony / Columbia       |       |
| Csak barátok                                                  | Just Friends                                                   | Roger Kumble                     | New Line Cinema       |       |
| Csak lazán!                                                   | Be Cool                                                        | F. Gary Gray                     | Metro-Goldwyn-Mayer   |       |
| C$alóból c$ali                                                | King's Ransom                                                  | Jeff Byrd                        | New Line Cinema       |       |
| Csodacsibe                                                    | Chicken Little                                                 | Mark Dindal                      | Buena Vista           |       |
| Csontdaráló                                                   | The Longest Yard                                               | Peter Segal                      | Paramount Pictures    |       |
|                                                               | Diary of a Mad Black Woman                                     | Darren Grant                     | Lionsgate Films       |       |
| Dick és Jane trükkjei                                         | Fun with Dick and Jane                                         | Dean Parisot                     | Sony / Columbia       |       |
| DJ testőrbőrben                                               | In the Mix                                                     | Ron Underwood                    | Lionsgate Films       |       |
| Dogtown urai                                                  | Lords of Dogtown                                               | Catherine Hardwicke              | Sony / Columbia       |       |
| Domino                                                        | Domino                                                         | Tony Scott                       | New Line Cinema       |       |
| Doom                                                          | Doom                                                           | Andrzej Bartkowiak               | Universal Pictures    |       |
| Befejezetlen élet                                             | An Unfinished Life                                             | Lasse Hallström                  | Miramax Films         |       |
| Egy cipőben                                                   | In Her Shoes                                                   | Curtis Hanson                    | 20th Century Fox      |       |
| Egyedül a sötétben                                            | Alone in the Dark                                              | Uwe Boll                         | Lionsgate Films       |       |
| Egy gésa emlékiratai                                          | Memoirs of a Geisha                                            | Rob Marshall                     | Sony / Columbia       |       |
| Egy gyilkos agya                                              | Mindhunters                                                    | Renny Harlin                     | Dimension Films       |       |
| Egy kutya miatt                                               | Because of Winn-Dixie                                          | Wayne Wang                       | 20th Century Fox      |       |
| Éjszakai járat                                                | Red Eye                                                        | Wes Craven                       | DreamWorks Pictures   |       |
| Elátkozottak                                                  | Cursed                                                         | Wes Craven                       | Dimension Films       |       |
| Elektra                                                       | Elektra                                                        | Rob Bowman                       | 20th Century Fox      |       |
| Elizabethtown                                                 | Elizabethtown                                                  | Cameron Crowe                    | Paramount Pictures    |       |
| Első a szerelem                                               | Prime                                                          | Ben Younger                      | Universal Pictures    |       |
| Az elszánt diplomata                                          | The Constant Gardener                                          | Fernando Meirelles               | Focus Features        |       |
| Enyém, tiéd, miénk                                            | Yours, Mine and Ours                                           | Raja Gosnell                     | Paramount Pictures    |       |
| Erőszakos múlt                                                | A History of Violence                                          | David Cronenberg                 | New Line Cinema       |       |
| Ezt jól kifőztük!                                             | Waiting…                                                       | Rob McKittrick                   | Lionsgate Films       |       |
| Fantasztikus Négyes                                           | Fantastic Four                                                 | Tim Story                        | 20th Century Fox      |       |
| Fegyvernepper                                                 | Lord of War                                                    | Andrew Niccol                    | Lionsgate Films       |       |
| Fehér zaj                                                     | White Noise                                                    | Geoffrey Sax                     | Universal Pictures    |       |
| Fekete víz                                                    | Dark Water                                                     | Walter Salles                    | Buena Vista           |       |
| Féktelen balfékek                                             | The Honeymooners                                               | John Schultz                     | Paramount Pictures    |       |
| A fiók                                                        | The Jacket                                                     | John Maybury                     | Warner Independent    |       |
| Földre szállt boszorkány                                      | Bewitched                                                      | Nora Ephron                      | Sony / Columbia       |       |
| Fűrész II.                                                    | Saw II                                                         | Darren Lynn Bousman              | Lionsgate Films       |       |
| Galaxis útikalauz stopposoknak                                | The Hitchhiker's Guide to the Galaxy                           | Garth Jennings                   | Buena Vista           |       |
| Gáz van, jövünk!                                              | Bad News Bears                                                 | Richard Linklater                | Paramount Pictures    |       |
| Gorillabácsi                                                  | The Pacifier                                                   | Adam Shankman                    | Buena Vista           |       |
| Jó estét, jó szerencsét!                                      | Good Night, and Good Luck.                                     | George Clooney                   | Warner Independent    |       |
| Gospel                                                        | The Gospel                                                     | Rob Hardy                        | Sony / Screen Gems    |       |
| Grimm                                                         | The Brothers Grimm                                             | Terry Gilliam                    | Dimension Films       |       |
| Ha igaz volna…                                                | Just Like Heaven                                               | Mark Waters                      | DreamWorks Pictures   |       |
| A halott menyasszony                                          | Corpse Bride                                                   | Tim Burton és Mike Johnson       | Warner Bros.          |       |
| Harry Potter és a Tűz Serlege                                 | Harry Potter and the Goblet of Fire                            | Mike Newell                      | Warner Bros.          |       |
| Hazárd megye lordjai                                          | The Dukes of Hazzard                                           | Jay Chandrasekhar                | Warner Bros.          |       |
| A holtak földje                                               | Land of the Dead                                               | George A. Romero                 | Universal Pictures    |       |
| Az időjós                                                     | The Weather Man                                                | Gore Verbinski                   | Paramount Pictures    |       |
| Jéghercegnő                                                   | Ice Princess                                                   | Tim Fywell                       | Buena Vista           |       |
| Kavaró korisok                                                | Roll Bounce                                                    | Malcolm D. Lee                   | Fox Searchlight       |       |
| Ki a faszagyerek?                                             | The Man                                                        | Les Mayfield                     | New Line Cinema       |       |
| Kicsi kocsi – Tele a tank                                     | Herbie: Fully Loaded                                           | Angela Robinson                  | Buena Vista           |       |
| King Kong                                                     | King Kong                                                      | Peter Jackson                    | Universal Pictures    |       |
| Kisiklottak                                                   | Derailed                                                       | Mikael Håfström                  | The Weinstein Company |       |
| A köd                                                         | The Fog                                                        | Rupert Wainwright                | Sony (Revolution)     |       |
| Kőkemény család                                               | The Family Stone                                               | Thomas Bezucha                   | 20th Century Fox      |       |
| Kőkemény Minnesota                                            | North Country                                                  | Niki Caro                        | Warner Bros.          |       |
| A kör 2.                                                      | The Ring Two                                                   | Hideo Nakata                     | DreamWorks Pictures   |       |
| Kutyátlanok kíméljenek                                        | Must Love Dogs                                                 | Gary David Goldberg              | Warner Bros.          |       |
| Lagzi-randi                                                   | The Wedding Date                                               | Clare Kilner                     | Universal Pictures    |       |
| Légcsavar                                                     | Flightplan                                                     | Robert Schwentke                 | Buena Vista           |       |
| Lopakodó                                                      | Stealth                                                        | Rob Cohen                        | Sony / Columbia       |       |
| Madagaszkár                                                   | Madagascar                                                     | Eric Darnell és Tom McGrath      | DreamWorks Pictures   |       |
| Magasfeszültség                                               | Haute Tension                                                  | Alexandre Aja                    | Lionsgate Films       |       |
| Maradj!                                                       | Stay                                                           | Marc Foster                      | 20th Century Fox      |       |
| A Maszk 2. – A Maszk fia                                      | Son of the Mask                                                | Lawrence Guterman                | New Line Cinema       |       |
| Matador                                                       | The Matador                                                    | Richard Shepard                  | The Weinstein Company |       |
| Mennydörgő robaj                                              | A Sound of Thunder                                             | Peter Hyams                      | Warner Bros.          |       |
| Mennyei királyság                                             | Kingdom of Heaven                                              | Ridley Scott                     | 20th Century Fox      |       |
| Micimackó és a Zelefánt                                       | Pooh's Heffalump Movie                                         | Frank Nissen                     | Buena Vista           |       |
| Mr. és Mrs. Smith                                             | Mr. and Mrs. Smith                                             | Doug Liman                       | 20th Century Fox      |       |
| München                                                       | Munich                                                         | Steven Spielberg                 | Universal Pictures    |       |
| A nagy kaszálás                                               | The Ice Harvest                                                | Harold Ramis                     | Focus Features        |       |
| A nagy mentőakció                                             | The Great Raid                                                 | John Dahl                        | Miramax Films         |       |
| Narnia krónikái: Az oroszlán, a boszorkány és a ruhásszekrény | The Chronicles of Narnia: The Lion, the Witch and the Wardrobe | Andrew Adamson                   | Buena Vista           |       |
| Négyen egy gatyában                                           | The Sisterhood of the Traveling Pants                          | Ken Kwapis                       | Warner Bros.          |       |
| Négy tesó                                                     | Four Brothers                                                  | John Singleton                   | Paramount Pictures    |       |
| A nyakörv                                                     | Danny the Dog                                                  | Louis Leterrier                  | Rogue Pictures        |       |
| Nyomulj és nyerj                                              | Hustle and Flow                                                | Craig Brewer                     | Paramount Classics    |       |
| A nyughatatlan                                                | Walk the Line                                                  | James Mangold                    | 20th Century Fox      |       |
| Osztályalsó                                                   | Underclassman                                                  | Marcos Siega                     | Miramax Films         |       |
| Ördögűzés Emily Rose üdvéért                                  | The Exorcism of Emily Rose                                     | Scott Derrickson                 | Sony / Screen Gems    |       |
| Papák a partvonalon                                           | Kicking and Screaming                                          | Jesse Dylan                      | Universal Pictures    |       |
| Pata-csata                                                    | Racing Stripes                                                 | Frederik Du Chau                 | Warner Bros.          |       |
| Pénz beszél                                                   | Two for the Money                                              | D. J. Caruso                     | Universal Pictures    |       |
| Pénzed vagy életed                                            | Get Rich or Die Tryin'                                         | Jim Sheridan                     | Paramount Pictures    |       |
| Pingvinek vándorlása                                          | La Marche de l'empereur                                        | Luc Jacquet                      | Warner Independent    |       |
| A pofátlan                                                    | The Ringer                                                     | Barry W. Blaustein               | Fox Searchlight       |       |
| A pofonok földje                                              | Kung fu                                                        | Stephen Chow                     | Sony Classics         |       |
| Producerek                                                    | The Producers                                                  | Susan Stroman                    | Universal Pictures    |       |
| A randiguru                                                   | Hitch                                                          | Andy Tennant                     | Sony / Columbia       |       |
| Rebellisek                                                    | Kids in America                                                | Josh Stolberg                    | Slowhand Cinema       |       |
| A remény bajnoka                                              | Cinderella Man                                                 | Ron Howard                       | Universal Pictures    |       |
| Rent – Bohém élet                                             | Rent                                                           | Chris Columbus                   | Sony (Revolution)     |       |
| A rettegés háza                                               | The Amityville Horror                                          | Andrew Douglas                   | Metro-Goldwyn-Mayer   |       |
| Robotok                                                       | Robots                                                         | Chris Wedge és Carlos Saldanha   | 20th Century Fox      |       |
| Rochester grófja – Pokoli kéj                                 | The Libertine                                                  | Laurence Dunmore                 | The Weinstein Company |       |
| Serenity                                                      | Serenity                                                       | Joss Whedon                      | Universal Pictures    |       |
| Sin City – A bűn városa                                       | Sin City                                                       | Frank Miller és Robert Rodríguez | Dimension Films       |       |
| Star Wars III. rész – A Sith-ek bosszúja                      | Star Wars: Episode III – Revenge of the Sith                   | George Lucas                     | 20th Century Fox      |       |
|                                                               | Supercross                                                     | Steve Boyum                      | 20th Century Fox      |       |
| Szahara                                                       | Sahara                                                         | Breck Eisner                     | Paramount Pictures    |       |
| A szállító 2.                                                 | Transporter 2                                                  | Louis Leterrier                  | 20th Century Fox      |       |
| Szemtelen szemtanúk                                           | Man of the House                                               | Stephen Herek                    | Sony / Columbia       |       |
| Szép még lehetsz                                              | Beauty Shop                                                    | Bille Woodruff                   | Metro-Goldwyn-Mayer   |       |
| Szerelem sokadik látásra                                      | A Lot Like Love                                                | Nigel Cole                       | Buena Vista           |       |
| A sziget                                                      | The Island                                                     | Michael Bay                      | DreamWorks Pictures   |       |
| Sziriána                                                      | Syriana                                                        | Stephen Gaghan                   | Warner Bros.          |       |
| Szívem csücskei                                               | Fever Pitch                                                    | Bobby Farrelly és Peter Farrelly | 20th Century Fox      |       |
| Szuper felsőtagozat                                           | Sky High                                                       | Mike Mitchell                    | Buena Vista           |       |
| A tenger vadjai                                               | Into the Blue                                                  | John Stockwell                   | Sony / Columbia       |       |
| A titkok kulcsa                                               | The Skeleton Key                                               | Iain Softley                     | Universal Pictures    |       |
| A tolmács                                                     | The Interpreter                                                | Sydney Pollack                   | Universal Pictures    |       |
| Tor-túra                                                      | Are We There Yet?                                              | Brian Levant                     | Sony (Revolution)     |       |
| Tök alsó 2. – Európai turné                                   | Deuce Bigalow: European Gigolo                                 | Mike Bigelow                     | Sony / Columbia       |       |
| A tökéletes pasi                                              | The Perfect Man                                                | Mark Rosman                      | Universal Pictures    |       |
| Transamerica                                                  | Transamerica                                                   | Duncan Tucker                    | The Weinstein Company |       |
| Tucatjával olcsóbb 2.                                         | Cheaper by the Dozen 2                                         | Adam Shankman                    | 20th Century Fox      |       |
| Túl a barátságon                                              | Brokeback Mountain                                             | Ang Lee                          | Focus Features        |       |
| Túszdráma                                                     | Hostage                                                        | Florent Emilio Siri              | Miramax Films         |       |
| Twist Olivér                                                  | Oliver Twist                                                   | Roman Polański                   | Sony / Columbia       |       |
| Újra a pályán                                                 | Rebound                                                        | Steve Carr                       | 20th Century Fox      |       |
| Az új világ                                                   | The New World                                                  | Terrence Malick                  | New Line Cinema       |       |
|                                                               | Undiscovered                                                   | Meiert Avis                      | Lionsgate Films       |       |
| Ünneprontók ünnepe                                            | Wedding Crashers                                               | David Dobkin                     | New Line Cinema       |       |
| Ütközések                                                     | Crash                                                          | Paul Haggis                      | Lionsgate Films       |       |
| Ütős játék                                                    | The Greatest Game Ever Played                                  | Bill Paxton                      | Buena Vista           |       |
| Vad galamb                                                    | Valiant                                                        | Gary Chapman                     | Buena Vista           |       |
| Viasztestek                                                   | House of Wax                                                   | Jaume Collet-Serra               | Warner Bros.          |       |
| Világok harca                                                 | War of the Worlds                                              | Steven Spielberg                 | Paramount Pictures    |       |
| Wallace és Gromit és az elvetemült veteménylény               | Wallace & Gromit: The Curse of the Were-Rabbit                 | Nick Park és Steve Box           | DreamWorks Pictures   |       |
| Wolf Creek – A haláltúra                                      | Wolf Creek                                                     | Greg McLean                      | Weinstein / Dimension |       |
| XXX 2 – A következő fokozat                                   | XXX: State of the Union                                        | Lee Tamahori                     | Sony (Revolution)     |       |
| Zathura – Az űrfogócska                                       | Zathura                                                        | Jon Favreau                      | Sony / Columbia       |       |
| Zorro legendája                                               | The Legend of Zorro                                            | Martin Campbell                  | Sony / Columbia       |       |

### További bemutatók
| Magyar cím                        | Eredeti cím                                      | Rendező                     | [ 8 ] |
| --------------------------------- | ------------------------------------------------ | --------------------------- | ----- |
| Ashura, a démonvadász             | Ashura-jô no hitomi                              | Yôjirô Takita               |       |
| Bizonyítás                        | Proof                                            | John Madden                 |       |
| Eltakarítónő                      | Keeping Mum                                      | Niall Johnson               |       |
| Feneketlen mélység                | Desolation Sound                                 | Scott Weber                 |       |
| A gyermek                         | L'enfant                                         | Jean-Pierre és Luc Dardenne |       |
| Gyilkos múlt                      | Chasing Ghosts                                   | Kyle Dean Jackson           |       |
| Halálos szívdobbanás              | De battre mon cœur s'est arrêté                  | Jacques Audiard             |       |
| Hervadó virágok                   | Broken Flowers                                   | Jim Jarmusch                |       |
|                                   | Tau man ji D                                     | Andrew Lau és Alan Mak      |       |
| Kincsem                           | Loverboy                                         | Kevin Bacon                 |       |
|                                   | Kjon ki                                          | Priyadarshan                |       |
| A leggyorsabb Indian              | The World's Fastest Indian                       | Roger Donaldson             |       |
| Mária Magdolna                    | Mary                                             | Abel Ferrara                |       |
| Match Point                       | Match Point                                      | Woody Allen                 |       |
| Melquiades Estrada három temetése | The Three Burials of Melquiades Estrada          | Tommy Lee Jones             |       |
| Mezítlábas szerelem               | Barfuss                                          | Til Schweiger               |       |
|                                   | The Mostly Unfabulous Social Life of Ethan Green | George Bamber               |       |
| A nagy fehérség                   | The Big White                                    | Mark Mylod                  |       |
|                                   | Page 3                                           | Madhur Bhandarkar           |       |
| Rejtély                           | Caché                                            | Michael Haneke              |       |
| Siegfried, a baromarcú lovag      | Siegfried                                        | Sven Unterwaldt             |       |
| A szavak titkos élete             | The Secret Life of Words                         | Isabel Coixet               |       |
| Tigris a hóban                    | La tigre e la neve                               | Roberto Benigni             |       |
| Utolsó napjaim                    | Le temps qui reste                               | François Ozon               |       |
| Yamato – Öngyilkos küldetés       | Otoko-tachi no Yamato                            | Jun'ya Satô                 |       |

## Díjak, fesztiválok
- 77. Oscar-gála
  - legjobb film: Millió dolláros bébi
  - legjobb színész: Jamie Foxx – Ray
  - legjobb színésznő: Hilary Swank – Millió dolláros bébi
- Golden Globe-díj:
  - Dráma:
  - legjobb film: Aviátor
  - legjobb színész: Leonardo DiCaprio – Aviátor
  - legjobb színésznő: Hilary Swank – Millió dolláros bébi
  - Musical vagy vígjáték:
  - legjobb film: Kerülőutak
  - legjobb színész: Jamie Foxx – Ray
  - legjobb színésznő: Annette Bening – Csodálatos Júlia
- BAFTA-díj:
  - legjobb film: Aviátor
  - legjobb színész: Jamie Foxx – Ray
  - legjobb színésznő: Imelda Staunton – Vera Drake
- 30. César-díjátadó (február 26.)
  - Film: A kitérés, rendezte Abdellatif Kechiche
  - Rendező: Abdellatif Kechiche, A kitérés
  - Férfi főszereplő: Mathieu Amalric, Ha te nem lennél
  - Női főszereplő: Yolande Moreau, Quand la mer monte…
  - Külföldi film: Elveszett jelentés, rendezte Sofia Coppola
  - EU film: Még egy csók, rendezte Ken Loach és Az élet egy csoda, rendezte Emir Kusturica
- 2005-ös Arany Málna díjkiosztó
- 58. cannes-i fesztivál
- 55. Berlini Nemzetközi Filmfesztivál
- 62. Velencei Nemzetközi Filmfesztivál
- 36. Magyar Filmszemle

## Halálozások
| Hónap      | Nap | Név                  | Kor | Foglalkozás                                  |
| ---------- | --- | -------------------- | --- | -------------------------------------------- |
| január     | 9.  | Gonazalo Gavira      | 79  | Oscar-díjas hangmérnök                       |
| január     | 10. | Erwin Hillier        | 93  | operatőr                                     |
| január     | 11. | Thelma White         | 94  | színésznő                                    |
| január     | 12. | Amrish Puri          | 72  | színész                                      |
| január     | 12. | Sal Pacino           | 82  | színész                                      |
| január     | 14. | Ofelia Guilmain      | 83  | színésznő                                    |
| január     | 15. | Ruth Warrick         | 88  | színésznő                                    |
| január     | 15. | Dan Lee              | 35  | animátor                                     |
| január     | 17. | Virginia Mayo        | 84  | színésznő                                    |
| január     | 18. | Lamont Bentley       | 31  | színész                                      |
| január     | 21. | Parveen Babi         | 49  | színésznő                                    |
| január     | 22. | Patsy Rowlands       | 71  | színésznő                                    |
| január     | 23. | Mutsuko Sakura       | 83  | színésznő                                    |
| január     | 25. | Lamont Bentley       | 31  | színész                                      |
| január     | 26. | Rudi Falkenhagen     | 71  | színész                                      |
| január     | 29. | Karen Lancaume       | 32  | színésznő                                    |
| január     | 29. | Efrájim Kishon       | 80  | forgatókönyvíró, filmrendező                 |
| február    | 1.  | John Vernon          | 72  | színész                                      |
| február    | 4.  | Ossie Davis          | 87  | színész                                      |
| február    | 9.  | Ignazio Spalla       | 80  | színész                                      |
| február    | 10. | Arthur Miller        | 89  | forgatókönyvíró                              |
| február    | 10. | Humbert Balsan       | 50  | filmproducer                                 |
| február    | 11. | Stan Richards        | 74  | színész                                      |
| február    | 11. | Raymond Hermantier   | 81  | színész                                      |
| február    | 12. | Brian Kelly          | 73  | színész, filmproducer                        |
| február    | 14. | Otto Plaschkes       | 75  | filmproducer                                 |
| február    | 14. | Martin Perels        | 44  | színész                                      |
| február    | 16. | Gerry Wolff          | 84  | színész                                      |
| február    | 16. | William Gibson       | 82  | filmproducer                                 |
| február    | 16. | Nicole DeHuff        | 31  | színésznő                                    |
| február    | 17. | Dan O'Herlihy        | 85  | színész                                      |
| február    | 17. | Peter Foy            | 79  | Special effects filmproducer                 |
| február    | 19. | Kihachi Okamoto      | 82  | rendező                                      |
| február    | 20. | Sandra Dee           | 62  | színésznő                                    |
| február    | 22. | Simone Simon         | 94  | színésznő                                    |
| február    | 22. | Lee Eun Ju           | 24  | színésznő                                    |
| február    | 24. | Kozák András         | 62  | színész                                      |
| március    | 3.  | Lesznek Tibor        | 49  | színész                                      |
| március    | 4.  | Guylaine St. Onge    | 39  | színésznő                                    |
| március    | 5.  | Morris Engel         | 86  | rendező                                      |
| március    | 6.  | Teresa Wright        | 86  | színésznő                                    |
| március    | 7.  | Debra Hill           | 54  | forgatókönyvíró, filmproducer                |
| március    | 7.  | John Box             | 85  | látványtervező, négyszeres Oscar-díj nyertes |
| március    | 22. | Gemini Ganesan       | 84  | színész                                      |
| március    | 23. | David Kossoff        | 85  | színész                                      |
| március    | 27. | Galgóczy Imre        | 85  | színész                                      |
| április    | 3.  | Blanchette Brunoy    | 86  | színésznő                                    |
| április    | 5.  | Debralee Scott       | 52  | színésznő                                    |
| április    | 16. | Kay Walsh            | 90  | színésznő                                    |
| április    | 19. | George Pan Cosmatos  | 64  | filmrendező                                  |
| április    | 19. | Ruth Hussey          | 93  | színésznő                                    |
| április    | 23. | John Mills           | 97  | színész                                      |
| április    | 26. | Maria Schell         | 79  | színésznő                                    |
| május      | 5.  | Elisabeth Fraser     | 85  | színésznő                                    |
| május      | 5.  | June MacCloy         | 95  | színésznő                                    |
| május      | 17. | Frank Gorshin        | 72  | színész                                      |
| május      | 21. | Subodh Mukherjee     | 84  | filmes                                       |
| május      | 25. | Ismail Merchant      | 68  | filmproducer                                 |
| május      | 25. | Sunil Dutt           | 75  | színész                                      |
| május      | 26. | Eddie Albert         | 97  | színész                                      |
| június     | 6.  | Anne Bancroft        | 73  | színésznő                                    |
| június     | 8.  | Ed Bishop            | 72  | színész                                      |
| június     | 9.  | Dobránszky Zoltán    | 69  | színész, szinkronszínész                     |
| június     | 25. | John Fiedler         | 80  | színész                                      |
| június     | 29. | Apor Noémi           | 87  | színésznő                                    |
| július     | 2.  | Ernest Lehman        | 89  | forgatókönyvíró                              |
| július     | 4.  | June Haver           | 79  | színész                                      |
| július     | 11. | Frances Langford     | 92  | színész                                      |
| július     | 15. | Kállay Ilona         | 75  | színésznő                                    |
| július     | 17. | Geraldine Fitzgerald | 91  | színész                                      |
| július     | 17. | Gavin Lambert        | 80  | forgatókönyvíró                              |
| július     | 19. | Edward Bunker        | 71  | színész                                      |
| július     | 20. | James Doohan         | 85  | színész                                      |
| augusztus  | 1.  | Kránitz Lajos        | 62  | színész, szinkronszínész                     |
| augusztus  | 8.  | Barbara Bel Geddes   | 82  | színésznő                                    |
| augusztus  | 9.  | Dorris Bowdon        | 90  | színésznő                                    |
| augusztus  | 9.  | Matthew McGrory      | 32  | színész                                      |
| augusztus  | 11. | James Booth          | 77  | színész                                      |
| augusztus  | 16. | Joe Ranft            | 45  | színész                                      |
| augusztus  | 22. | Lázár Sándor         | 50  | színész, szinkronszínész                     |
| augusztus  | 23. | Brock Peters         | 78  | színész                                      |
| augusztus  | 25. | Terence Morgan       | 83  | színész                                      |
| augusztus  | 28. | Jacques Dufilho      | 91  | színész                                      |
| augusztus  | 28. | Hans Clarin          | 75  | színész                                      |
| augusztus  | 31. | Michael Sheard       | 65  | színész                                      |
| szeptember | 2.  | Bob Denver           | 70  | színész                                      |
| szeptember | 3.  | Ekkehard Schall      | 75  | színész                                      |
| szeptember | 14. | Robert Wise          | 91  | rendező                                      |
| szeptember | 16. | Constance Moore      | 85  | színésznő                                    |
| szeptember | 18. | Joel Hirschhorn      | 67  | dalszövegíró                                 |
| szeptember | 18. | Richard Cunha        | 84  | rendező                                      |
| szeptember | 23. | Lord Brabourne       | 80  | producer                                     |
| szeptember | 25. | Don Adams            | 82  | színész                                      |
| szeptember | 27. | Jerry Juhl           | 67  | forgatókönyvíró                              |
| szeptember | 27. | Ronald Golias        | 76  | színész                                      |
| október    | 3.  | Ronnie Barker        | 76  | színész                                      |
| október    | 11. | Jan Holden           | 74  | színésznő                                    |
| október    | 15. | Mildred Shay         | 94  | színésznő                                    |
| október    | 23. | William Hootkins     | 57  | színész                                      |
| október    | 29. | Lloyd Bochner        | 81  | színész                                      |
| október    | 30. | Horváth Gyula        | 75  | színész                                      |
| november   | 3.  | Geoffrey Keen        | 89  | színész                                      |
| november   | 4.  | Sheree North         | 72  | színésznő                                    |
| november   | 11. | Moustapha Akkad      | 75  | producer                                     |
| november   | 19. | Erik Balling         | 80  | filmrendező, forgatókönyvíró, filmproducer   |
| november   | 23. | Constance Cummings   | 95  | színésznő                                    |
| november   | 23. | Tábori Nóra          | 77  | színésznő                                    |
| november   | 24. | Pat Morita           | 73  | színész                                      |
| november   | 28. | Marc Lawrence        | 95  | színész                                      |
| november   | 29. | Wendie Jo Sperber    | 47  | színésznő                                    |
| november   | 30. | Jean Parker          | 90  | színésznő                                    |
| december   | 1.  | Mary Hayley Bell     | 94  | színésznő                                    |
| december   | 3.  | Hintsch György       | 80  | filmrendező                                  |
| december   | 4.  | Gregg Hoffman        | 42  | filmproducer                                 |
| december   | 7.  | Annette Vadim        | 72  | színésznő                                    |
| december   | 10. | Richard Pryor        | 65  | színész                                      |
| december   | 16. | John Spencer         | 58  | színész                                      |
| december   | 26. | Vincent Schiavelli   | 57  | színész                                      |